# تنقل أكاديمي

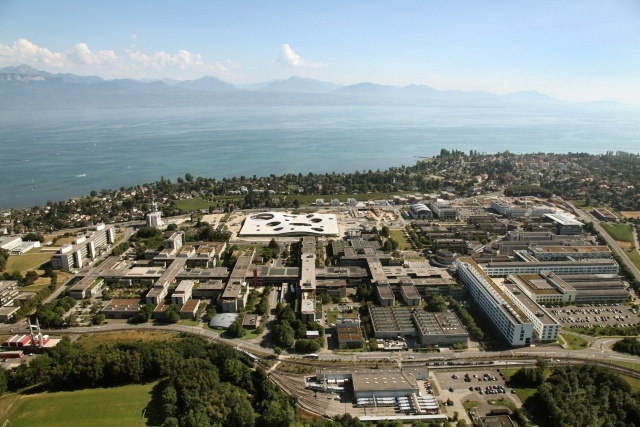
حرم لوزان. سويسرا تعد الدولة ذات النسبة الأعلى في العالم من الباحثين الأجانب.

التنقل الأكاديمي يشير إلى انتقال الطلاب والمعلمين في التعليم العالي إلى مؤسسة أخرى داخل أو خارج بلدهم لدراسة أو تعليم لفترة محدودة. 
في بعض الحالات، يتم اختياره لأسباب إيجابية، عادة من قبل الطلاب الشباب الذين ليس لديهم التزامات عائلية؛ ومع ذلك، بالنسبة لمعظم الباحثين، هو شكل من أشكال الإيواء، والتي يمكن أن تخرب حياتهم المهنية وتفكك أسرهم. ويعاني التنقل الأكاديمي من عوائق ثقافية وعائلية واجتماعية واقتصادية وأكاديمية. ويحاول مشروع بولونيا خفض هذه العقبات داخل منطقة التعليم العالي الأوروبية.
عادة ما ينقسم الطلاب المتنقلون إلى مجموعتين: المتنقلون الأحرار وهم الطلاب الذين يسافرون بمفردهم بمبادرة خاصة بهم، في حين يستخدم طلاب البرامج برامج التبادل في قسم أو هيئة التدريس أو المؤسسة أو المستوى الوطني (مثل إيراسموس أو نوردبلوس أو فولبرايت). في الوقت الحاضر، تم إكمال تبادل إيراسموس التقليدي (الذي ينطوي على السفر) مع التنقل الظاهري، أو الظاهري إيراسموس، والتي يمكن للطلاب من مختلف البلدان دراسة معا دون مغادرة المنزل.

## الطلاب

### خلفية

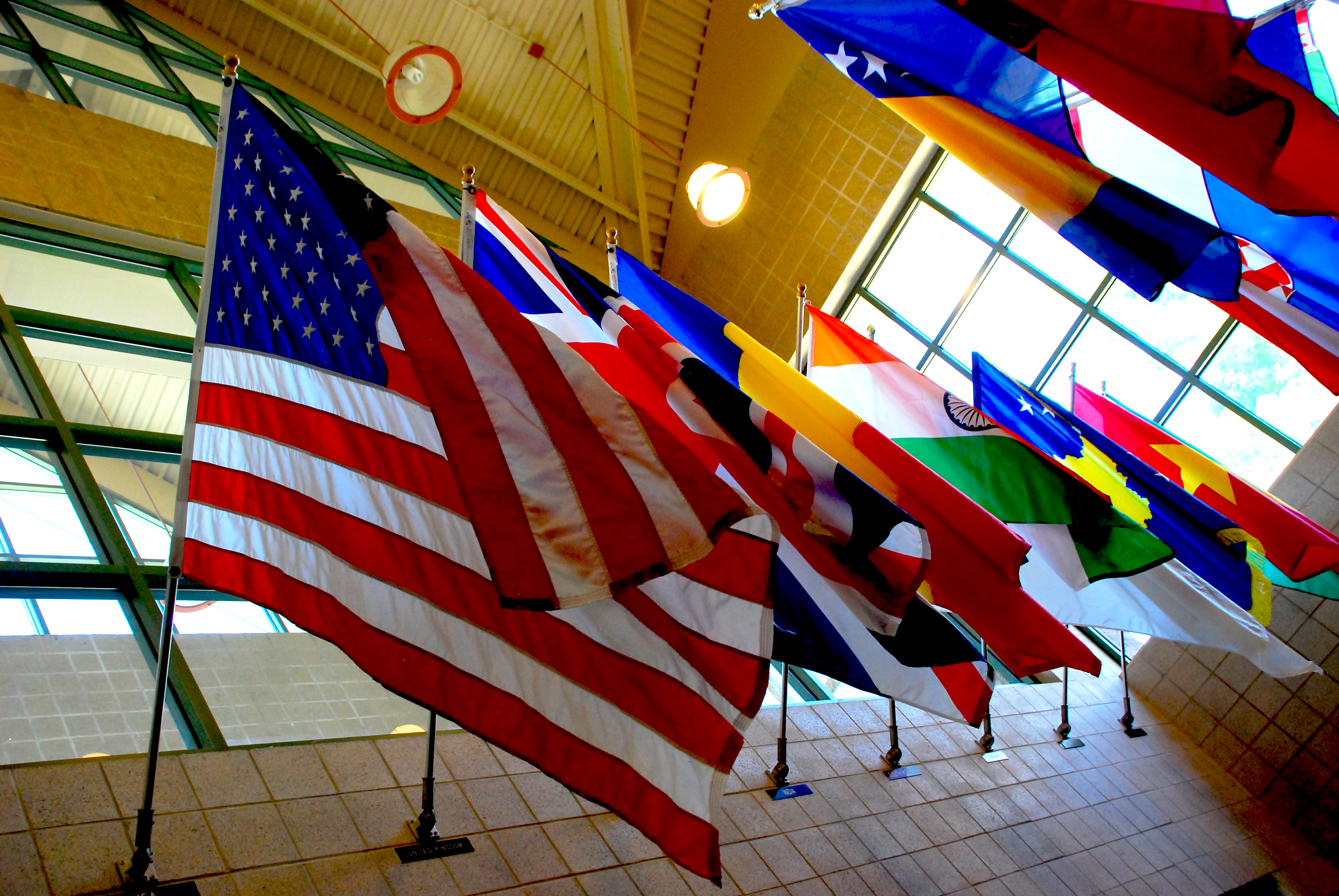
15٪ من هيئة طلاب كلية وستمنستر طلاب دوليين، يمثلون 71 دولة مختلفة.

وفقا لبيانات منظمة التعاون والتنمية في الميدان الاقتصادي، فإن تنقل الطلاب الدوليين قد زاد بشكل ملحوظ في العقود الأربعة الماضية، من 250،000 في عام 1965 إلى حوالي 3.7 مليون في عام 2011. وتظهر هذه الإحصاءات الحراك الأكاديمي للطلاب الدوليين الذين يهدفون إلى درجة بدلا من التعليم «الدراسة في الخارج» قصيرة الأجل. وتقترح اليونسكو أن هناك أكثر من 2.7 مليون طالب يدرسون في بلد غير بلدهم الأصلي. مجموعة الطلاب الآسيويين هي أكبر جزء من جميع الطلاب الذين التحقوا في المدارس في الخارج. ويشكلون 45 في المائة من مجموع الطلاب الدوليين في بلدان منظمة التعاون والتنمية في الميدان الاقتصادي و 52 في المائة من مجموع الطلاب في البلدان غير الأعضاء في منظمة التعاون والتنمية في الميدان الاقتصادي.

### حاجز
معظم الطلاب المتنقلين يعانون من الكثير من الحواجز سواء في حياتهم والأنشطة الأكاديمية. فعلى سبيل المثال، أجرى سانشيز وفورنيرينو وتشانغ دراسة استقصائية شملت 477 طالبا درسوا على التوالي في الولايات المتحدة وفرنسا والصين. ويشير هذا الاستطلاع إلى أن الطلاب الذين درسوا في هذه البلدان الثلاثة لديهم الحواجز التالية مثل الحواجز الأسرية والحواجز المالية والحواجز النفسية والحواجز الاجتماعية. الحواجز النفسية تتعلق بجوانب مثل الحنين إلى الوطن أو الخوف من البيئة الجديدة والحواجز الاجتماعية عادة ما تتصل بالأصدقاء والعائلة. مختلف الطلاب مختلفة في درجة من هذه المشكلة.
بالنسبة للطلاب المحمول الائتمان، وسوف يجتمع بعض الصعوبات الأكاديمية المحددة. ويؤكد استطلاع أجرته كلاهر وراتي أهمية عدم الاعتراف بالفترات في الخارج ونقل الائتمان. وبالإضافة إلى ذلك، فإن عدم كفاية المعرفة بالمتطلبات الأكاديمية ومؤهلات مختلف البلدان، والاختلافات في هيكل المصطلح الأكاديمي، والتفاوتات في الأوقات التي يتم فيها إجراء الامتحانات، وهذه كلها مشكلة شائعة لدى الطلاب المتنقلين في مجال الائتمان عندما يشاركون في الأنشطة الأكاديمية. وعلاوة على ذلك، يعتبر عدم وجود مهارات اللغة الأجنبية عائقا كبيرا آخر لمعظم الطلاب المحمول، وليس فقط الطلاب المحمول الائتمان.
لدى الطالبات المتنقلات بعض الحواجز الخاصة بسبب دورهن الجنساني. وترتبط الطالبات الإناث المتنقلات، وخاصة اللواتي هن في السن، بسياق مكاني محدد من مسؤوليات خاصة. على سبيل المثال، سيكون للشراكة والأطفال تأثير كبير على الحراك الأكاديمي للإناث. بعض النتائج من مقابلات نوعية مع باحثين من بلغاريا وبولندا، أكدت الأهمية الكبيرة للعلاقات الشخصية والأسرية للحركة الأكاديمية للإناث، إما كحاجز أو كحافز.

## باحثين
يعمل الباحثون في عقود مؤقتة مؤقتة في بعض الجامعات، مما يجبرهم على الانتقال في كل ثلاث سنوات عندما تتغير تدفقات التمويل، عادة إلى بلد آخر. تاريخيا كان هذا واحد فقط لمشروع البحث «بوستدوك»، ولكن التمويل الحديث يكرس الآن المزيد من المال لإجراء البحوث من وظائف التدريس، وبالتالي معظم الباحثين يواجهون الآن حياة كاملة من العيش بهذه الطريقة. وغالبا ما يؤدي ذلك إلى تفكك أسرهم وأصدقائهم وأحيانا إلى مشاكل الصحة العقلية. 
بسبب أن 57٪ من باحثيها يأتون من بلدان أخرى، فإن سويسرا هي الدولة التي تضم أكبر نسبة من الباحثين الأجانب في العالم. كندا وأستراليا والولايات المتحدة والسويد والمملكة المتحدة لديها ما بين 50 و 30٪ من الباحثين من الدول الأجنبية.
هولندا وألمانيا والدنمارك وبلجيكا وفرنسا لديها ما بين 30 و 10٪ من الباحثين القادمين من بلدان أجنبية. البرازيل وإسبانيا واليابان وإيطاليا والهند لديها أقل من 10٪ من الباحثين من الدول الأجنبية.
سويسرا والهند من بين البلدان التي تعمل فيها أعلى نسبة من الباحثين في بلدان أخرى.